# Hironiwa Hikaru
Hikaru Hironiwa (sinh ngày 5 tháng 7 năm 1985) là một cầu thủ bóng đá người Nhật Bản.

## Sự nghiệp câu lạc bộ
Hikaru Hironiwa đã từng chơi cho Kashiwa Reysol, Ehime FC và Zweigen Kanazawa.